# Gordon Langford
Gordon Langford, eigentlich Gordon Colman, (* 11. Mai 1930 in Edgware, London; † 18. April 2017) war ein britischer Arrangeur und Komponist.

## Leben und Wirken
Gordon Langford war schon im frühen Alter begeistert von der Musik. Bereits im Alter von neun Jahren wurde seine erste Komposition öffentlich aufgeführt. Mit elf Jahren trat er zum ersten Mal mit Mozarts Klavierkonzert Nr. 23 in A-Dur, KV 488, öffentlich auf. Mit 17 Jahren gewann er das Middlesex-Stipendium der Royal Academy of Music, worauf er dort Musik in den Fächern Klavier, Posaune und Komposition studierte.
Seine Militärzeit verbrachte er in der Royal Artillery Band in Woolwich. Mit diesem Orchester kam es auch zu seiner ersten BBC-Live-Übertragung als Solo-Pianist 1951.
In den 1960er-Jahren war Langford als Pianist, Arrangeur und Komponist für die BBC tätig. 
1971 gewann er den Ivor Novello Award für seinen March from the Colour Suite (1970).
Langford hat etliche Original-Kompositionen für Brass Band als auch für das Philip Jones Brass Ensemble geschrieben. Oft wurde er auch mit der Orchestrierung von Filmmusiken wie beispielsweise Indiana Jones – Jäger des verlorenen Schatzes oder Superman II – Allein gegen alle (beides Original-Kompositionen von John Williams) und anderer großer Komponisten wie Henry Mancini oder Jerry Goldsmith beauftragt.
Gordon Langford lebte in East Devon, South West England.

## Werke (Auswahl)
- Divertimento für Saxophon-Quartett
- London Miniatures für Blechbläserensemble
- A Secret Serenade für Violine, Klavier und Cello
- A French Folk song Suite für Streichquartett und Streichorchester
- Four Scottish Impressions für Klarinette und Klavier